# Playa Jeremi
Playa Jeremi Es el nombre que recibe una playa en la isla de Curazao un territorio dependiente con estatus de país autónomo dentro del Reino de los Países Bajos en el sur del Mar Caribe. La playa está ubicada cerca de la pequeña localidad de Lagun en el noroeste de la isla. La playa se compone en parte de arena, en parte, de material volcánico. No hay instalaciones en el lugar.
En su arrecife se pueden encontrar diversas especies como los Peces mariposa bandado Chaetodon striatus o el pez trompeta pintada (Aulostomus maculatus).

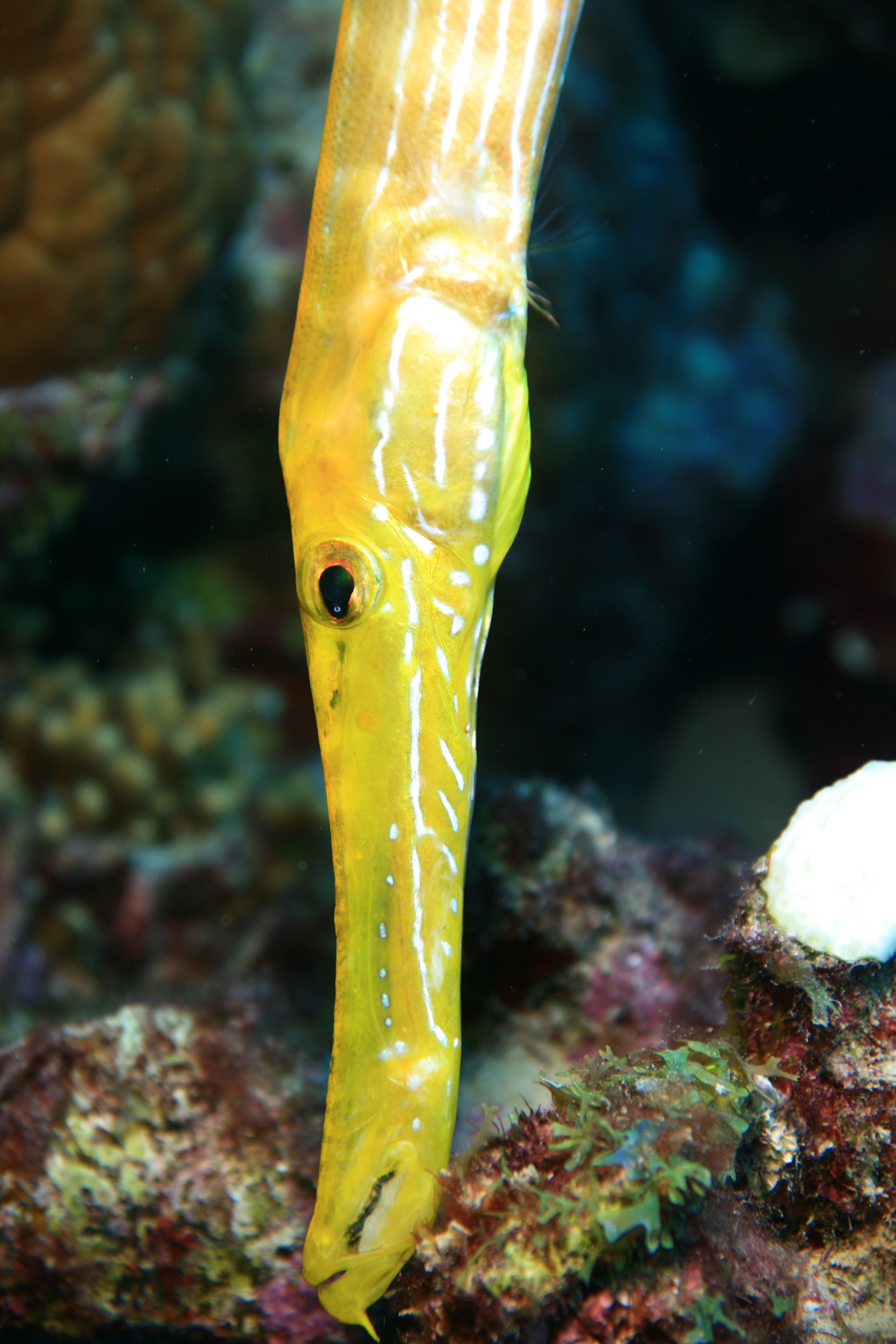
Vista de un pez trompeta pintada (Aulostomus maculatus) en el arrecife de la playa